# Giuseppe Gazzaniga
Giuseppe Gazzaniga (5. října 1743 Verona – 1. února 1818 Crema) byl italský hudební skladatel.

## Život
Narodil se ve Veroně a podle přání rodičů měl být knězem. Podařilo se mu však přesvědčit otce, aby mu umožnil hudební kariéru. Studoval nejprve v Benátkách a později v Neapoli na konzervatoři Conservatorio di Sant'Onofrio a Porta Capuana. Byl žákem Niccolò Piccinniho a Nicolo Porpory
Svou první operu Il barone di Trocchia uvedl v Neapoli v divadle Teatro San Carlo v roce 1768. Jeho opery měly úspěch. Jeho díla byla hrána v mnoha italských divadlech, ale také v Drážďanech a ve Vídni. V roce 1775 uvedl premiéru své opery Il re di Mamalucchi také v Praze. Jeho nejúspěšnější opera Don Giovanni Tenorio z roku 1787 byla pravděpodobnou inspirací pro Mozartova Dona Giovanniho.
V roce 1791 se stal hudebním ředitelem katedrály v Cremě. V tomto období zkomponoval mnoho duchovní hudby včetně několika kantát a oratorií. V Cremě také v roce 1818 zemřel.

## Dílo

### Opery
- Il barone di Trocchia (libreto Francesco Cerlone, intermezzo, 1768, Neapol)
- La locanda (libreto Giovanni Bertati, opera buffa, 1771, Benátky)
- Il Calandrino (libreto Giovanni Bertati, opera buffa, 1771, Benátky)
- Ezio (libreto Pietro Metastasio, opera seria, 1772, Benátky)
- La tomba di Merlino (libreto Giovanni Bertati, opera buffa 1772, Benátky)
- L'isola di Alcina (libreto Giovanni Bertati, opera buffa, 1772, Benátky)
- Zon-Zon (L'inimico delle donne) (libreto Giovanni Bertati, opera buffa, 1773, Milán)
- Armida (opera seria, 1773, Řím)
- Il matrimonio per inganno (opera buffa, 1773, Pavia)
- Il ciarlatano in fiera (libreto Pietro Chiari, opera buffa, 1774, Benátky)
- Perseo ed Andromeda (libreto Vittorio Amedeo Cigna-Santi, 1775, opera seria, Florencie)
- L'isola di Calipso (libreto Giovanni Pindemonte, opera seria, 1775, Verona)
- Il re di Mamalucchi (opera buffa, 1775, Praha)
- Gli errori di Telemaco (libreto Carlo Giuseppe Lanfranchi-Rossi, opera seria, 1776, Pisa)
- La bizzaria degli umori (opera buffa, 1777, Bologna)
- Il marchese di Verde Antico (spolupráce Francesco Piticchio, opera buffa, 1778, Řím)
- La vendemmia (libreto Giovanni Bertati, opera buffa, 1778, Florencie)
- Il re dei pazzi (opera buffa, 1778, Benátky)
- La finta folletto o Lo spirito folletto (opera buffa, 1778, Řím)
- Il disertore (Il disertor francese) (libreto Ferdinando Casoni, 1779, Florencie)
- Antigono (libreto Pietro Metastasio, opera seria, 1779, Řím)
- Il ritorno di Ulisse e Penelope (libreto Giovanni Andrea Monigalia, opera seria, 1779, Řím)
- La viaggiatrice (libreto Francesco Saverio Zini, opera buffa, 1780, Neapol)
- Antigona (libreto Gaetano Roccaforte, opera seria, 1781, Neapol)
- La stravagante (libreto Francesco Saverio Zini, opera buffa, 1781, Neapol)
- Amor per oro (libreto Cerilo Arcomeno, opera buffa, 1782, Benátky)
- La creduta infedele (libreto Francesco Cerlone, opera buffa, 1783, Benátky)
- L'intrigo delle mogli (libreto Giuseppe Palomba, opera buffa, 1783, Neapol)
- La dama contadina (opera buffa, 1784, Řím)
- Il serraglio di Osmano o le tre sultane (libreto Giovanni Bertati, opera buffa, 1784, Benátky)
- Tulio Ostilio (libreto Francesco Ballani, opera seria, 1784, Řím)
- La moglie capricciosa (opera buffa, 1785, Benátky)
- Il finto cieco (libreto Lorenzo da Ponte opera buffa, 1786, Vídeň)
- Circe (libreto Domenico Perelli, opera seria, 1786, Benátky)
- La contessa di Novaluna (libreto Giovanni Bertati, opera buffa, 1786, Benátky)
- Le donne fanatiche (libreto Giovanni Bertati, 1786, Benátky)
- Don Giovanni Tenorio (libreto Giovanni Bertati, dramma giocoso, 1787, Benátky)
- La Didone (opera seria, 1787, Benátky)
- La cameriera di spirito (libreto Gaetano Fiorio, opera buffa, 1787, Benátky)
- L'amore costante (La costanza in amor rende felice) (libreto Giovanni Bertati, opera buffa, 1787, Benátky)
- Erifile (opera seria, 1789, Benátky)
- Gli Argonauti in Colco (libreto Antonio Simeone Sografi, opera seria, 1790, Benátky)
- Idomeneo (libreto Gaetano Sentor, opera seria, 1790, Padua)
- La disfatta dei Mori (libreto Giandomenico Boggio, opera seria, 1791, Turin)
- La dama soldato (libreto Caterino Mazzolà, opera buffa, 1792, Benátky)
- La pastorella nobile (opera buffa, 1793, Fortezza di Palma)
- La donna astuta (opera buffa, 1793, Benátky)
- Il divorzio senza matrimonio ossia La donna che non parla (libreto Gaetano Sentor, opera buffa, 1794, Modena)
- Fedeltà e amore alla pruova (libreto Giuseppe Foppa, 1798, Benátky)
- Il marito migliore (libreto Tomaso Menucci di Goro, opera buffa, 1801, Milán)
- Martino Carbonaro o sia Gli sposi fuggitivi (libreto Giuseppe Foppa, farsa, 1801, Benátky)

### Chrámová hudba
- San Mauro Abate (oratorium)
- Sansone (oratorium)
- I profeti al calvario (oratorium)
- Missa pro defunctis
- Te Deum laudamus
- Requiem
- Gloria in excelsis Deo
- Kyrie breve
- Credo
- 2 Tantum ergo
- Stabat Mater (1800)

### Instrumentální skladby
- 3 klavírní koncerty
- Symfonie